# Rajinder Singh
Rajinder Singh (Patiala, 25 maggio 1872 – Patiala, 8 novembre 1900) fu maharaja di Patiala dal 1876 al 1900.

## Biografia
Figlio del maharaja Mahendra Singh, gli succedette alla sua morte nel 1876, a soli quattro anni di età. Nel 1897, ottenne la croce di Gran Commendatore dell'Ordine della Stella d'India per la fedeltà dimostrata al governo coloniale inglese in India. Molti contemporanei infatti lo descrissero come uno dei primi principi "a unire in sé elementi del gentlemen inglese, con quelli del monarca indiano."
Nel 1892 divenne uno dei primi indiani a possedere un'automobile, una francese marca De Dion-Bouton.
Singh morì a seguito di un incidente, cadendo da cavallo. Fu un noto sportivo e giocatore di polo, cricket, hockey e biliardo.
Sposò Florence Bryan, figlia di un allevatore di cavalli irlandese, persuadendola a convertirsi al sikhismo. Fu amico intimo di lord William Beresford e del generale Frederick Roberts. Il compositore irlandese Thomas O'Brien Butler (1861–1915), che visse per qualche tempo in India, gli dedicò una canzone.